# Michenerit
Michenerit ist ein eher selten vorkommendes Mineral aus der Mineralklasse der „Sulfide und Sulfosalze“ mit der chemischen Zusammensetzung PdBiTe, das zu gleichen Teilen aus Palladium, Bismut und Tellur besteht. Chemisch gesehen gehört das Mineral damit zu den mit den Sulfiden verwandten Telluriden.
Michenerit kristallisiert im kubischen Kristallsystem, entwickelt jedoch nur mikroskopisch kleine Kristalle in körnigen Mineral-Aggregaten. Das Mineral ist in jeder Form undurchsichtig (opak) und von silberweißer bis grauweißer Farbe mit metallischem Glanz auf den Oberflächen. Auf der Strichtafel hinterlässt es jedoch einen schwarzen Strich.

## Etymologie und Geschichte
Erstmals entdeckt wurde Michenerit zusammen mit Froodit in der Frood Mine bei McKim (Township) (heute Greater Sudbury) im Sudbury-Becken in der kanadischen Provinz Ontario. Da für die Analyse der Zusammensetzung von Michenerit jedoch auch Mineralproben aus der nahe gelegenen Vermilion Mine bei Denison (Township) (heute ebenso Greater Sudbury) herangezogen wurden, gilt dieser Fundort als Co-Typlokalität für dieses Mineral.
Analysiert und erstmals beschrieben wurde Michenerit 1958 von James Edwin Hawley und Leonard G. Berry. Sie benannten das Mineral nach Charles Edward Michener (1907–2004), um einerseits seine Entdeckung vieler wichtiger Erzlagerstätten zu ehren, aber auch, weil er das neue Mineral als Erster entdeckt und studiert hatte.

## Klassifikation
Bereits in der veralteten 8. Auflage der Mineralsystematik nach Strunz gehörte der Michenerit zur Mineralklasse der „Sulfide und Sulfosalze“ und dort zur Abteilung der Sulfide mit dem Stoffmengenverhältnis „Metall (M) : Schwefel (S) < 1 : 1“ (genauer M : S = 1 : 2), wo er zusammen mit Aurostibit, Cattierit, Geversit, Hauerit, Laurit, Penroseit, Pyrit, Sperrylith, Trogtalit, Vaesit und Villamanínit die „Pyrit-Reihe“ mit der System-Nr. II/C.05 bildete.
Im Lapis-Mineralienverzeichnis nach Stefan Weiß, das sich aus Rücksicht auf private Sammler und institutionelle Sammlungen noch nach dieser klassischen Systematik von Karl Hugo Strunz richtet, erhielt das Mineral die System- und Mineral-Nr. II/D.17-180. Auch in der „Lapis-Systematik“ entspricht dies der Abteilung Sulfide mit dem Stoffmengenverhältnis „Metall : S,Se,Te < 1 : 1“, wo Michenerit zusammen mit Aurostibit, Cattierit, Changchengit, Dzharkenit, Erlichmanit, Fukuchilit, Geversit, Hauerit, Insizwait, Kruťait, Laurit, Maslovit, Mayingit, Padmait, Penroseit, Pyrit, Sperrylith, Testibiopalladit, Trogtalit, Vaesit und Villamanínit die „Pyrit-Gruppe“ mit der System-Nr. II/D.15 bildet (Stand 2018).
Die seit 2001 gültige und von der International Mineralogical Association (IMA) bis 2009 aktualisierte 9. Auflage der Strunz’schen Mineralsystematik ordnet den Michenerit dagegen in die neu definierte Abteilung der „Metallsulfide mit dem Stoffmengenverhältnis von M : S ≤ 1 : 2“ ein. Diese ist zudem weiter unterteilt nach dem genauen Stoffmengenverhältnis und den in der Verbindung vorherrschenden Metallen, so dass das Mineral entsprechend seiner Zusammensetzung in der Unterabteilung „M : S = 1 : 2, mit Fe, Co, Ni, PGE usw.“ zu finden ist, wo es zusammen mit Changchengit, Cobaltit, Gersdorffit-P213, Gersdorffit-Pa3, Gersdorffit-Pca21, Hollingworthit, Irarsit, Jolliffeit, Kalungait, Krutovit, Maslovit, Mayingit, Milotait, Padmait, Platarsit, Testibiopalladit, Tolovkit, Ullmannit und Willyamit die „Gersdorffitgruppe“ mit der System-Nr. 2.EB.25 bildet.
Auch die vorwiegend im englischen Sprachraum gebräuchliche Systematik der Minerale nach Dana ordnet den Michenerit in die Klasse der „Sulfide und Sulfosalze“ und dort in die Abteilung der „Sulfidminerale“ ein. Hier ist er in der „Cobaltitgruppe (Kubische oder pseudokubische Kristalle)“ mit der System-Nr. 02.12.03 innerhalb der Unterabteilung „Sulfide – einschließlich Seleniden und Telluriden – mit der Zusammensetzung AmBnXp, mit (m+n) : p = 1 : 2“ zu finden.

## Kristallstruktur
Michenerit kristallisiert kubisch in der Raumgruppe P213 (Raumgruppen-Nr. 198) mit dem Gitterparameter a = 6,64 Å sowie vier Formeleinheiten pro Elementarzelle.

## Bildung und Fundorte
Michenerit bildet sich in Kupfer-Nickel-Sulfid-Lagerstätten, wo er in Paragenese mit vielen anderen Sulfid-Mineralen wie Chalkopyrit, Cubanit, Hessit, Hollingworthit, Kotulskit, Melonit, Merenskyit, Moncheit, Pentlandit, Pyrrhotin, Sobolevskit, Sperrylith und Testibiopalladit auftreten kann.
Als eher seltene Mineralbildung kann Michenerit an verschiedenen Fundorten zum Teil zwar reichlich vorhanden sein, insgesamt ist er aber wenig verbreitet. Bisher sind rund 120 Fundorte (Stand: 2016) für das Mineral dokumentiert. Neben seinen Typlokalitäten Frood Mine und Vermilion Mine fand sich das Mineral noch in vielen weiteren Minen im Sudbury District. Daneben kennt man in Ontario noch einige Fundorte in den Distrikten Kenora und Thunder Bay. Weitere kanadische Provinzen mit bekannten Fundorten sind Manitoba, New Brunswick, Neufundland und Labrador, Québec, Saskatchewan und Yukon.
In Europa fand sich Michenerit bisher nur in der porphyrischen Kupfer-Lagerstätte der Grube Elatsite bei Slatiza (Zlatitsa) in Bulgarien, an wenigen Orten der finnischen Landschaften Lappland, Nordösterbotten und Pirkanmaa, auf dem Gebiet um Korydallos im Pindos-Gebirge in Griechenland, in der ultramafitischen PGE-Lagerstätte am Raudberg in dem zu Vik gehörenden Gebiet Stølsheimen in der norwegischen Provinz Vestland, an mehreren Orten in der Oblast Murmansk auf der russischen Halbinsel Kola wie unter anderem im Fedorovo-Pansky-Massiv, der Monche-Tundra und am Mount General'skaya, in der Nickelgrube Aguablanca (auch Agua Blanca) bei Monesterio in der spanischen Provinz Badajoz, in einer stillgelegten Kupfer-Nickel-Lagerstätte bei Rožany (Rosenhain)/Šluknov im Norden und im Gabbro–Peridotit-Massiv bei Staré Ransko (Altransko)/Krucemburk in der Mitte von Tschechien sowie in der Umgebung von Newton Stewart und auf der Isle of Rum in Schottland (Vereinigtes Königreich).
Weitere Fundorte liegen unter anderem in Ägypten, Argentinien, Australien, Botswana, Brasilien, China, der Elfenbeinküste, Indien, Kasachstan, Madagaskar, Russland, Simbabwe, Südafrika, den Vereinigten Staaten und Vietnam.